# Eerste klasse 1964-65 (basketbal België)
Het seizoen 1964-1965 was de 18e editie van de hoogste basketbalcompetitie, dat een aanvang nam op 4 September 1964 en liep tot 28 Februari 1965.
Racing Basket Mechelen behaalde zijn eerste landstitel, Standard Liège en Pitzemburg waren de nieuwkomers
Tijdens een persconferentie werd in Juni 1964 de fusie bekendgemaakt tussen Royal IV met stamnummer 11 actief in de hoogste afdeling en 
SC Anderlecht met stamnummer 30 spelend in eerste Provinciale Brabant. De nieuwe benaming luidde Royal IV SC Anderlechtois de fusieploeg kreeg stamnummer 1228.
In afwachting van de bouw van een nieuwe sporthal in het Astridpark, bleef men spelen in het Zuidpaleis te Brussel.
Canter Schaarbeek fusioneerde op haar beurt met de kampioen uit derde afdeling Crossing Molenbeek tot Canter-Crossing BC Molenbeek

## Eindstand
|  |    |                        | P  | W  | V  | G | Ptn |
|  | -- | ---------------------- | -- | -- | -- | - | --- |
|  | 1  | RC Mechelen            | 22 | 21 | 0  | 1 | 43  |
|  | 2  | Antwerpse BC           | 22 | 19 | 2  | 1 | 39  |
|  | 3  | VG Oostende            | 22 | 16 | 5  | 1 | 33  |
|  | 4  | Racing CB              | 22 | 14 | 7  | 1 | 29  |
|  | 5  | Royal IV SC Anderlecht | 22 | 12 | 10 | 0 | 24  |
|  | 6  | FC Liège Perron        | 22 | 10 | 12 | 0 | 20  |
|  | 7  | Bavi Vilvoorde         | 22 | 8  | 13 | 1 | 17  |
|  | 8  | Pitzemburg             | 22 | 8  | 14 | 0 | 16  |
|  | 9  | Standard Liège         | 22 | 8  | 14 | 0 | 16  |
|  | 10 | Canter                 | 22 | 7  | 15 | 0 | 14  |
|  | 11 | Antwerp Giants         | 22 | 4  | 15 | 3 | 11  |
|  | 12 | Zaziko                 | 22 | 1  | 21 | 0 | 2   |

1928 · 1929 · 1930 · 1931 · 1932 · 1933 · 1934 · 1935 · 1936 · 1937 · 1938 · 1939 · 1940 · 1941 · 1942 · 1943 · 1944 · 1945 · 1946 · 1947 · 1948 · 1949 · 1950 · 1951 · 1952 · 1953 · 1954 · 1955 · 1956 · 1957 · 1958 · 1959 · 1960 · 1961 · 1962 · 1963 · 1964 · 1965 · 1966 · 1967 · 1968 · 1969 · 1970 · 1971 · 1972 · 1973 · 1974 · 1975 · 1976 · 1977 · 1978 · 1979 · 1980 · 1981 · 1982 · 1983 · 1984 · 1985 · 1986 · 1987 · 1988 · 1989 · 1990 · 1991 · 1992 · 1993 · 1994 · 1995 · 1996 · 1997 · 1998 · 1999 · 2000 · 2001 · 2002 · 2003 · 2004 · 2005 · 2006 · 2007 · 2008 · 2009 · 2010 · 2011 · 2012 · 2013 · 2014 · 2015 · 2016 · 2017 · 2018 · 2019 · 2020 · 2021